# Copelatus nzei
Copelatus nzei är en skalbaggsart som beskrevs av Bilardo och Rocchi 1999. Copelatus nzei ingår i släktet Copelatus och familjen dykare. Inga underarter finns listade i Catalogue of Life.